# Promessa

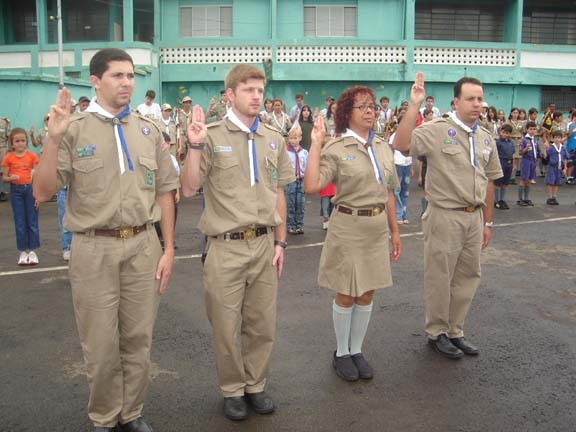
Grupo de escoteiros realizando a promessa escoteira.

Uma promessa (do termo latino primissa, "prometida") pode ser equiparada a um juramento ou compromisso formal. Existe para transmitir segurança, pois acredita-se que será cumprida. Usa-se folcloricamente, no entanto, o ato de se cruzar os dedos para se prometer algo falsamente. 
Muitas vezes, está associada a uma tradição religiosa, nomeadamente a cristã. Nesta acepção, a promessa consiste no compromisso em se prestar culto a uma entidade específica (um santo, Deus etc.) em agradecimento a um pedido atendido.

## No escotismo
Promessa também acontece em grupos escoteiros. Quando um escoteiro faz a promessa ("Prometo pela minha honra fazer o melhor possível para cumprir meus deveres para com Deus, com a pátria, ajudar o próximo em toda e qualquer ocasião e obedecer a lei escoteira"), ele se torna mais consciente de seus atos, pois será cobrado por seus monitores.